# Орловско-Курский регион Московской железной дороги
Орловско-Курский регион МЖД — один из восьми регионов Московской железной дороги.

## История
Регион был основан в 2001 году путём слияния Орловского и Курского отделений дороги.

## Территория
Орловско-Курский регион обслуживает Орловскую и Курскую области, имея в границах региона 79 железнодорожных станций и 32 структурных подразделения.

## Обслуживание
Четверть всей погрузки МЖД приходится на данный регион, а основным видом грузов является железная руда Михайловского ГОКа. Это обуславливает важность данного отделения в структуре наполнения бюджетов двух регионов.
Около 3,5 млн пассажиров в год обслуживаются в пригородном сообщении. Ранее регион и столицу связывали фирменные пассажирские поезда «Тургенев» и «Соловей».

## Управление
Управление находится по адресу: 302006, г. Орёл, Привокзальная площадь, д. 1.
Заместитель начальника по региону — Кобзарь Юрий Серафимович.